# Panchet
Panchet é uma vila no distrito de Dhanbad, no estado indiano de Jharkhand.

## Demografia
Segundo o censo de 2001, Panchet tinha uma população de 8353 habitantes. Os indivíduos do sexo masculino constituem 53% da população e os do sexo feminino 47%. Panchet tem uma taxa de literacia de 67%, superior à média nacional de 59,5%: a literacia no sexo masculino é de 77% e no sexo feminino é de 56%. Em Panchet, 12% da população está abaixo dos 6 anos de idade.